# Sơn Trung, Hương Sơn
Sơn Trung là một xã thuộc huyện Hương Sơn, tỉnh Hà Tĩnh, Việt Nam.

## Địa lý
Xã Sơn Trung có diện tích 9,15 km², dân số năm 1999 là 5.715 người, mật độ dân số đạt 625 người/km².

## Lịch sử
Ngày 30 tháng 9 năm 2009, UBND tỉnh Hà Tĩnh ban hành Nghị quyết số 126/NQ-HĐND về việc:
- Thành lập thôn Mai Hà trên cơ sở Thôn 18, Thôn 19 và một phần của Thôn 1.

- Thành lập thôn Hồ Sơn trên cơ sở Thôn 3 và một phần của Thôn 2.
- Thành lập thôn Hà Tràng trên cơ sở phần còn lại của Thôn 1 và phần còn lại của Thôn 2.
- Thành lập thôn Trung Thịnh trên cơ sở Thôn 6 và Thôn 7.
- Thành lập thôn Lâm Thành trên cơ sở Thôn 8 và Thôn 9.
- Thành lập thôn Tân Tràng trên cơ sở Thôn 10 và Thôn 11.
- Thành lập thôn Yên Sơn trên cơ sở Thôn 12 và Thôn 13.
- Thành lập thôn Mỹ Sơn trên cơ sở Thôn 14 và Thôn 15.
- Thành lập thôn Hải Thượng trên cơ sở Thôn 16 và Thôn 17.
- Đổi tên Thôn 4 thành thôn Long Đình
- Đổi tên Thôn 5 thành thôn Tiên Long.